# Résolution 140 du Conseil de sécurité des Nations unies
Membres permanents
- Chine (Taïwan)
- États-Unis
- France
- Royaume-Uni
- URSS

Membres non permanents
- Argentine
- Sri Lanka
- Équateur
- Italie
- Pologne
- Tunisie

Résolution no 139 Résolution no 141
La Résolution 140 est une résolution du Conseil de sécurité de l'ONU votée le 29 juin 1960 concernant Madagascar et qui recommande à l'Assemblée générale des Nations unies d'admettre ce pays comme nouveau membre.

## Contexte historique
Durant la majeure partie du XIXe siècle, l'île est administrée par le Royaume de Madagascar, situation à laquelle l'invasion coloniale française de 1895 met fin. Le premier gouvernement malgache voit le jour le 10 octobre 1958 et en 1960, Madagascar retrouve son indépendance après une longue lutte entamée en 1946. (issu de l'article Madagascar).
À la suite de cette résolution ce pays est admis à l'ONU le 20 septembre 1960 ,

## Texte
- Résolution 140 Sur fr.wikisource.org
- Résolution 140 Sur en.wikisource.org